# 中村安太郎
中村 安太郎（なかむら やすたろう、 1865年（慶応元年）11月21日 - 1938年（昭和13年）8月）は、明治から昭和時代前期の教育者。旧制中学校校長を歴任した後、瓊浦女学校を設立。女子教育に尽力した。

## 略歴
庄内藩士の子として江戸に生まれた。1888年（明治21年）3月、山梨県尋常師範学校卒業。同校の訓導や甲府市尋常小学校の訓導を経て、1891年（明治24年）9月、帝国大学理科大学簡易科に入学、博物学及び地学を専修し、1893年（明治26年）7月、同科を卒業した。同年10月、山梨県尋常中学校の教授嘱託になったのを振り出しに中等教育の道を歩き、奈良県尋常中学校教諭を経て、1897年（明治30年）9月、静岡県尋常中学校の博物・地理の教員として赴任（〜1898年8月）。その後、大阪地方幼年学校教授、富山県第一中学校教諭を経て、1904年（明治37年）3月、富山県高岡中学校長に任ぜられ、1905年（明治39年）9月、愛知県立第三中学校校長を経て、1907年（明治40年）10月18日に静岡県立静岡中学校校長（大正3年1月16日まで）、1914年（大正3年）に長崎県立長崎中学校校長となる。
退職後、当時、その重要性が認識されてきた女子中等教育に対する理解から、1925年（大正15年）、長崎市に４年制高等女学校として瓊浦女学校を設立、初代校長となる。1929年（昭和4年）、瓊浦女学校に５年制を併置する。1938年（昭和13年）8月26日、逝去に伴い学校葬が営まれた。

## 静岡中学野球部をめぐる同盟休校事件
中村安太郎が校長として赴任した1907年（明治40年）9月から1914年（大正3年）1月に転出するまで、静岡中学野球部は困難な時代を迎える。中村は厳格な性格の持ち主で、生徒の成績の向上のため教員には一層の精励を求め、生徒には刻苦勉励すべきことを強く要求すると共に、徳育の面についても厳しい戒律を設けて理想の実現に直進したと伝えられる。年を追ってその方針は偏向的となり、遂に1913年（大正2年）、野球の試合禁止命令に端を発した同盟休校を引き起こし転任となった。
1908年（明治41年）、静岡中学では部制改革が行われ、武術は正課に準じて課され、その都度出席をとることになったのに反し、野球は希望者の自発的意志に任せられた。しかも野球部の選手になるには成績が中位以上でなければ許可されなくなり、各教室への生徒の成績順位を掲示し中位を明確に表示したことから、野球部は選手の補充が難しくなり成績が低迷した。
1910年（明治43年）に入ると校長の方針は一層徹底的となり、一般生徒、職員間にも「ついていけない」空気が醸し出されるようになる。1911年、野球部に対しては県外との試合は禁止、県内の試合についてもその都度選手名簿を提出させて選手一人ひとりについて出場の可否を指示されるようになる。試合の当日になって出場禁止を命じられる選手が出て、メンバー９人を揃えることができないという対外試合禁止同様の措置が取られた。
7月末、静岡中学卒業後明治大学へ進み、明大野球部が創立され早速メンバーとなった先輩の黒田三郎の要請を断われず、明大第1回東海道遠征の途次、選手の二、三を入れ替え、静中クラブと仮称し、対外試合に応じた。多数の観衆のつめかける校庭で開催されたため校長の知るところとなり、校内に選手譴責の告示が掲示され、夏季休暇中、一人ひとり教室へ分散して軟禁する騒ぎとなった。教室留置は二日で解除されたが試合記録は削除された。
折しも、8月下旬には、朝日新聞社が野球害毒論を発表し、全国の中学校長を含めた教育者や有識者よりアンケートが取られ、回答に応じた校長の77パーセントが「害あり」として全国的な波紋を広げた。
校長の圧迫はさらに厳しくなり、退部者が続く1913年（大正2年）10月23日、東京の青山学院の生徒から修学旅行帰途の試合申し込みに部長（教員）の許可を得て準備に取り掛かり、当日校庭には真っ白なラインが引かれ、久々の対外試合に興奮と歓喜に続々と集合し待ち構えているその時、校長自らがやってきて試合中止を命じた。
興奮した校友会委員長（野球部主将）田中二郎は、全校生徒の前で校長反撃の演説をぶち、翌日、生徒の大多数が練兵場に集結、中村校長排撃の狼煙を上げた。この事件は直ちに明治大学在学中のOB大石鵜一郎によって在京の諸先輩に伝えられ、原因調査のため代表者が静岡に送られ、生徒支援を決定、決起大会開催の運びとなった。この間、県当局、同窓会、保護者会などの配慮があり、同盟休校は10月24、25日の二日で解消された。処分について、12月6日、「先に休校をなせし3年以上の生徒に対し、停学もしくは謹慎…但し在学中執行猶予」、12月9日、「同事件に関し処せられたる者の父兄を招集し校長よりその顛末を報告し、なお将来の注意を与えたり」とあるが、その1ヶ月後の1914年（大正3年）1月8日には、中村安太郎校長自身が長崎中学に転任させられた。
皮肉なことに、長崎中学校長在任中の1917年（大正6年）夏、長崎中学野球部は甲子園初出場を果たしてしまう。